# سیروس پوناوالا
سیروس پوناوالا تاجر هندی ایرانی‌تبار است. از او به عنوان سلطان واکسن یاد می‌شود. بنابر رتبه‌بندی مجله آمریکایی فوربز در ژوئن ۲۰۲۰، دارایی خالص پوناوالا ۱۱٫۴ میلیارد دلار است در نتیجه او در رتبه هفتم ثروتمندترین فرد هند و صد و شصت و پنجمین فرد ثروتمند جهان قرار دارد.

## جوایز
- دریافت جایزه پادما شری از رئیس‌جمهور وقت هند (زین‌العابدین عبدالکلام) - 2005[۶]
- دریافت جایزه کارآفرین سال ارنست اند یانگ - ۲۰۰۷
- دریافت جایزه کارآفرین سال ارنست اند یانگ - ۲۰۱۴
- اخذ رتبه افتخاری "doctor in humane letter" از دانشگاه ماساچوست[۷][۸]
- اخذ دکتری افتخاری علوم از دانشگاه آکسفورد[۹][۱۰]